# Ticker symbol

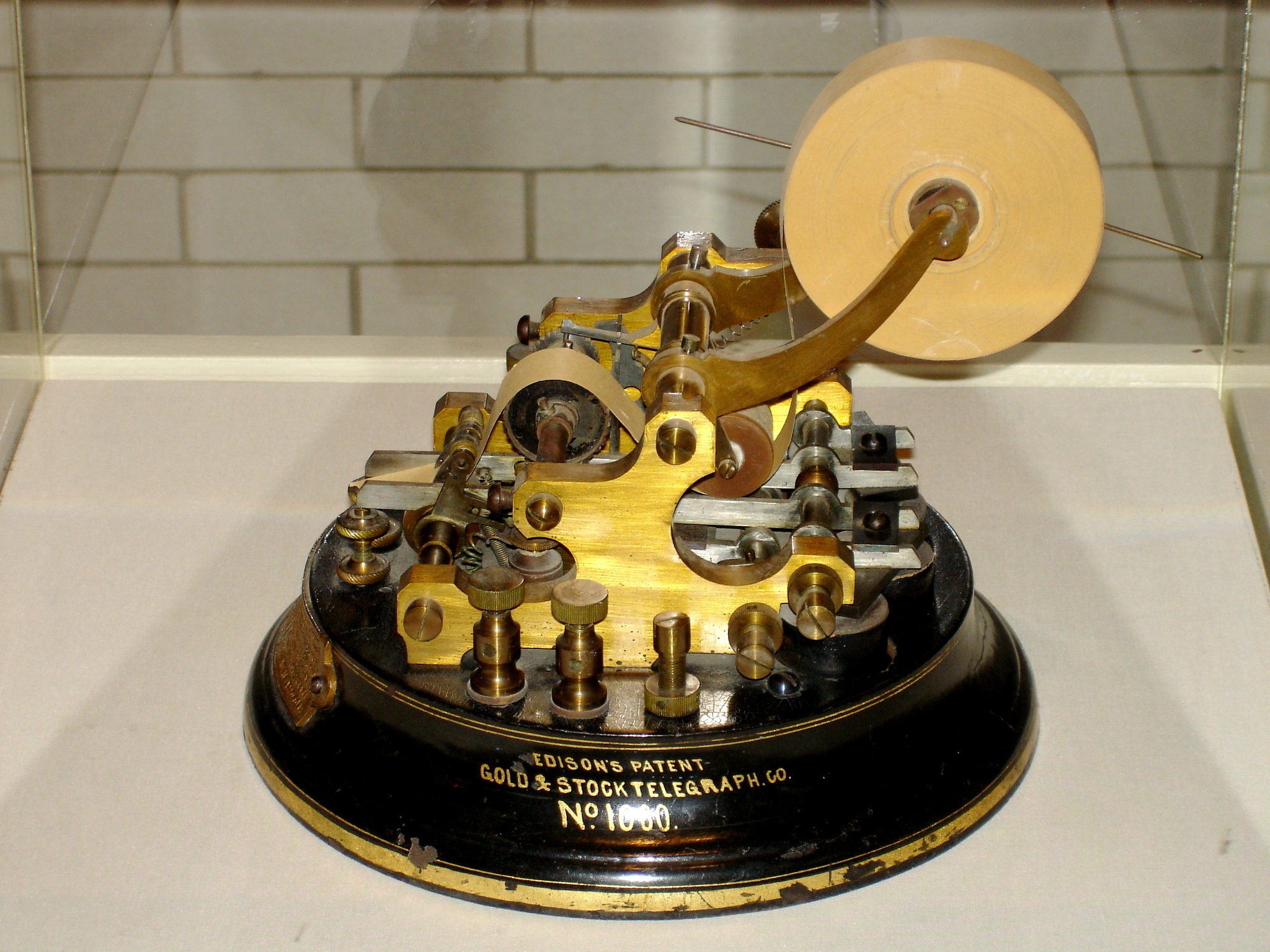
Ticker machine van Thomas Edison op de beurs

Een ticker symbol is een afkorting waarmee publiek verhandelde aandelen op een specifieke effectenbeurs worden aangeduid. Om verwarring te vermijden, krijgt elk aandeel een unieke code. Een ticker symbol kan bestaan uit letters, cijfers of een combinatie van beide. De term "ticker" verwijst naar de smalle papierstrook die destijds door een telegraaf bedrukt werd, wat een tikkend geluid maakte. De symbolen werden zo kort mogelijk gehouden om het typwerk zo snel mogelijk te laten verlopen, en om foutloze identificatie door beurshandelaren te vergemakkelijken. 
Het formaat van de symbolen is voor elke beurs anders. In de Verenigde Staten bijvoorbeeld wordt een code van 1 tot 4 letters gebruikt. Zo wordt het technologiebedrijf Apple Inc. op de NASDAQ beurs aangeduid met “AAPL”, terwijl de aandelen van Ford Motor Company op de New York Stock Exchange enkel de letter “F” hebben. In Europa gebruiken de meeste beurzen een code met 3 of 4 letters, voor het Nederlandse Unilever bijvoorbeeld “UNA” op Euronext, en 
“ULVR” op de London Stock Exchange. Aziatische beurzen gebruiken vaak cijfers, om problemen te vermijden met de transcriptie van niet-Westerse tekens. Zo is “0005” het symbool van HSBC in de Hongkongse Hang Seng-index, maar wordt het op de Londense beurs verhandeld onder de code “HSBA”.  
Om een aandeel eenduidig te identificeren, is echter zowel de code van de beurs als die van het aandeel vereist. Bovendien gebruiken de indexen van Reuters en Bloomberg nog een eigen aanduiding. Het volledige plaatje ziet er dan als volgt uit: 
| Locatie                  | Thomson Reuters-code (RIC) | Bloomberg L.P.-ticker | Wikipedia   |
| ------------------------ | -------------------------- | --------------------- | ----------- |
| London Stock Exchange    | VOD.L                      | VOD LN                | LSE: VOD    |
| Nasdaq                   | VOD.O                      | VOD UQ                | NASDAQ: VOD |
| Singapore Exchange (SGX) | VOD.SI                     | VOD SP                | SGX: VOD    |

Aangezien ticker symbols echter kunnen veranderen, afhankelijk zijn van een specifieke beurs, en alleen voor aandelen gelden, wordt sedert 1989 het nieuwe International Securities Identification Number (ISIN) aanbevolen. Dit is een alfanumerieke code van twaalf tekens.